# Shenyang Aircraft Corporation
Die Shenyang Aircraft Corporation, kurz SAC (chinesisch 瀋陽飛機工業集團 / 沈阳飞机工业集团, Pinyin Shěnyáng Fēijī Gōngyè Jítuán, kurz 瀋飛 / 沈飞,  Shěnfēi), ist ein 1951 gegründeter chinesischer Flugzeughersteller. SAC ist ein Tochterunternehmen des Staatskonzerns AVIC und hat 16.000 Angestellte.

## Flugzeugtypen
Shenyang ist Hersteller folgender militärischer Flugzeugtypen, die teilweise in Lizenz gefertigt werden:
- Shenyang JJ-1, Strahltrainer
- Shenyang J-5, leichtes Jagdflugzeug
- Shenyang J-6, leichtes Jagdflugzeug
- Shenyang J-8, Abfangjäger, Erstflug 1969
- Shenyang J-11, Luftüberlegenheitsjäger, Erstflug 1998
- Shenyang J-13, Luftüberlegenheitsjäger, Projekt wurde abgebrochen
- Shenyang J-15, trägergestütztes Jagdflugzeug, Erstflug 2009
- Shenyang J-16, Mehrzweckkampfflugzeug
- Shenyang J-31, Mehrzweckkampfflugzeug, Erstflug 2012

Außerdem fertigt SAC das Leichtflugzeug Cessna 162 im Auftrag der US-amerikanischen Cessna Aircraft Company.